# Șură

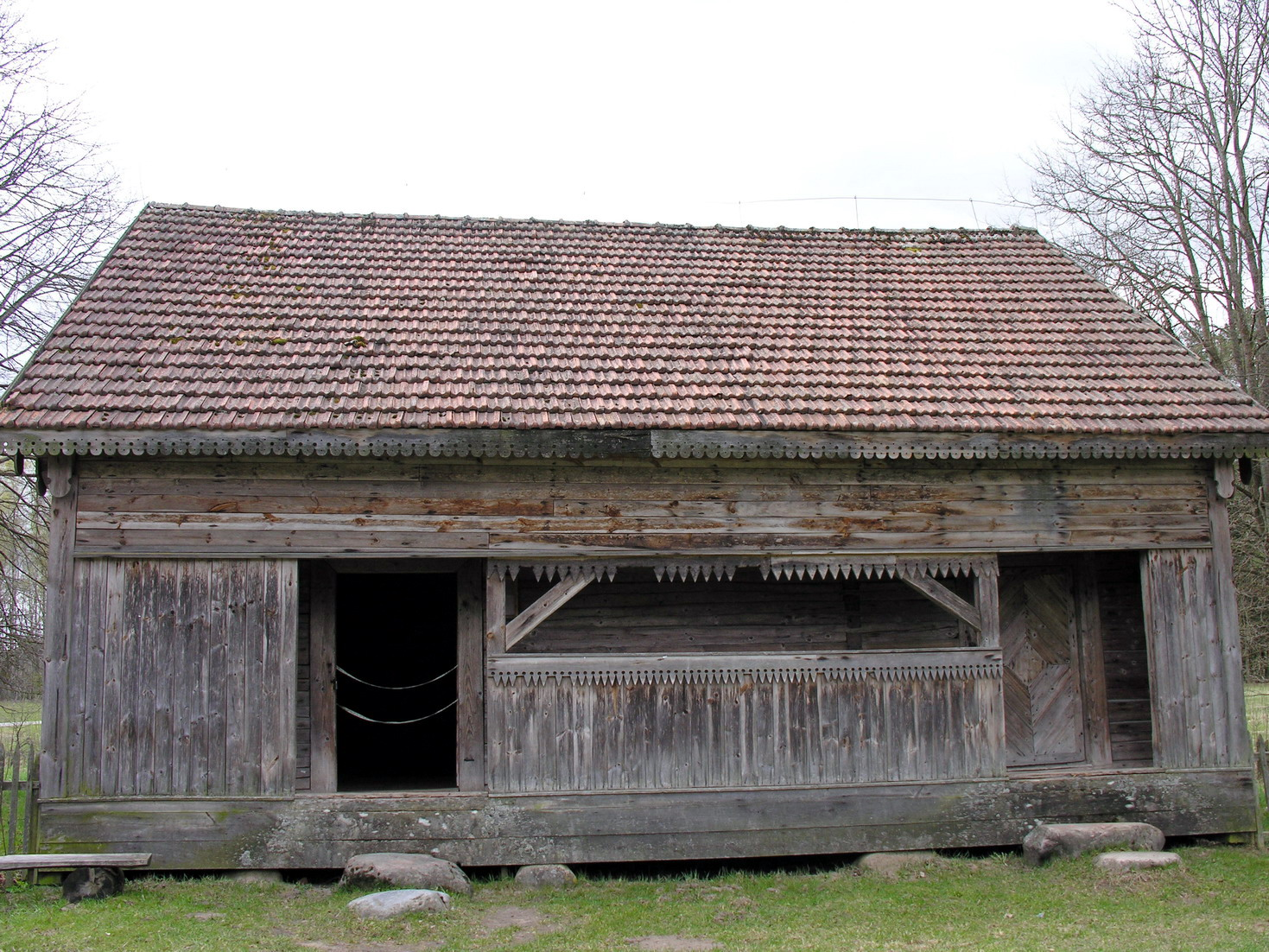
Şură în Lituania

Șura este o clădire anexă a unei locuințe sau a unei ferme în care se păstrează mașinile-unelte (moară de porumb, plug, etc.), sculele (ferăstrău, gealău, topor), nutrețurile (saci cu porumb sau grâu, strujeni, fân) și animalele. Poate îndeplini și funcția de mic atelier, cu bancuri de lucru. 
Șurele în general sunt construcții simple, cel mai adesea din lemn, cu porți mari și acoperite cu șindrilă. 
Șura se mai numește magazie, șopron sau șandrama.